# Theia Mons
Il Theia Mons è una struttura geologica della superficie di Venere.